# Taillefer (massif du Taillefer)
Pour les articles homonymes, voir Taillefer.
Le Taillefer est le point culminant du massif du Taillefer, au sud-est de Grenoble, dans les Alpes françaises.

## Toponymie
Le Taillefer tire son nom du métal qui teinte de rouge une grande partie des roches le constituant. On a parfois l'impression de n'être que sur un tas de roche ferrugineuse. Une mine de plomb anciennement exploitée a donné son nom au pas de la Mine qui permet d'accéder à l'arête du Sergent Pinelli, et ensuite au sommet.

## Géographie
Son plateau sommital arrondi et rocailleux, teinté de rouge lui aussi, contraste avec les pentes raides de son versant Nord, souvent enneigé à la fin du printemps. La situation géographique du Taillefer en fait un magnifique belvédère sur l'Oisans, les Grandes Rousses, la chaîne de Belledonne et le massif du Vercors et offre un panorama très large, du mont Blanc au mont Ventoux.

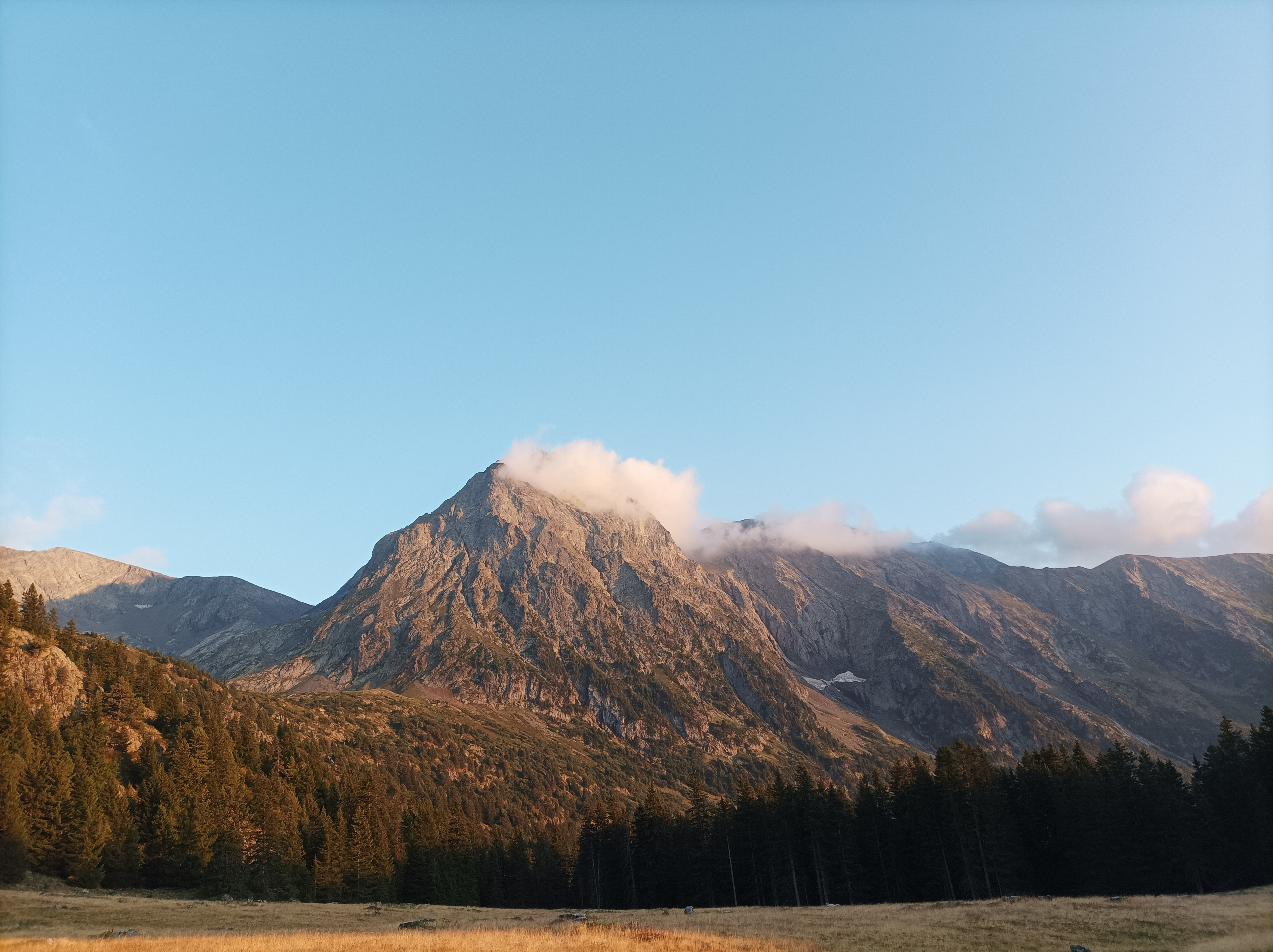
Face Nord, depuis les environs du pré d'Ornon près du plateau des Lacs
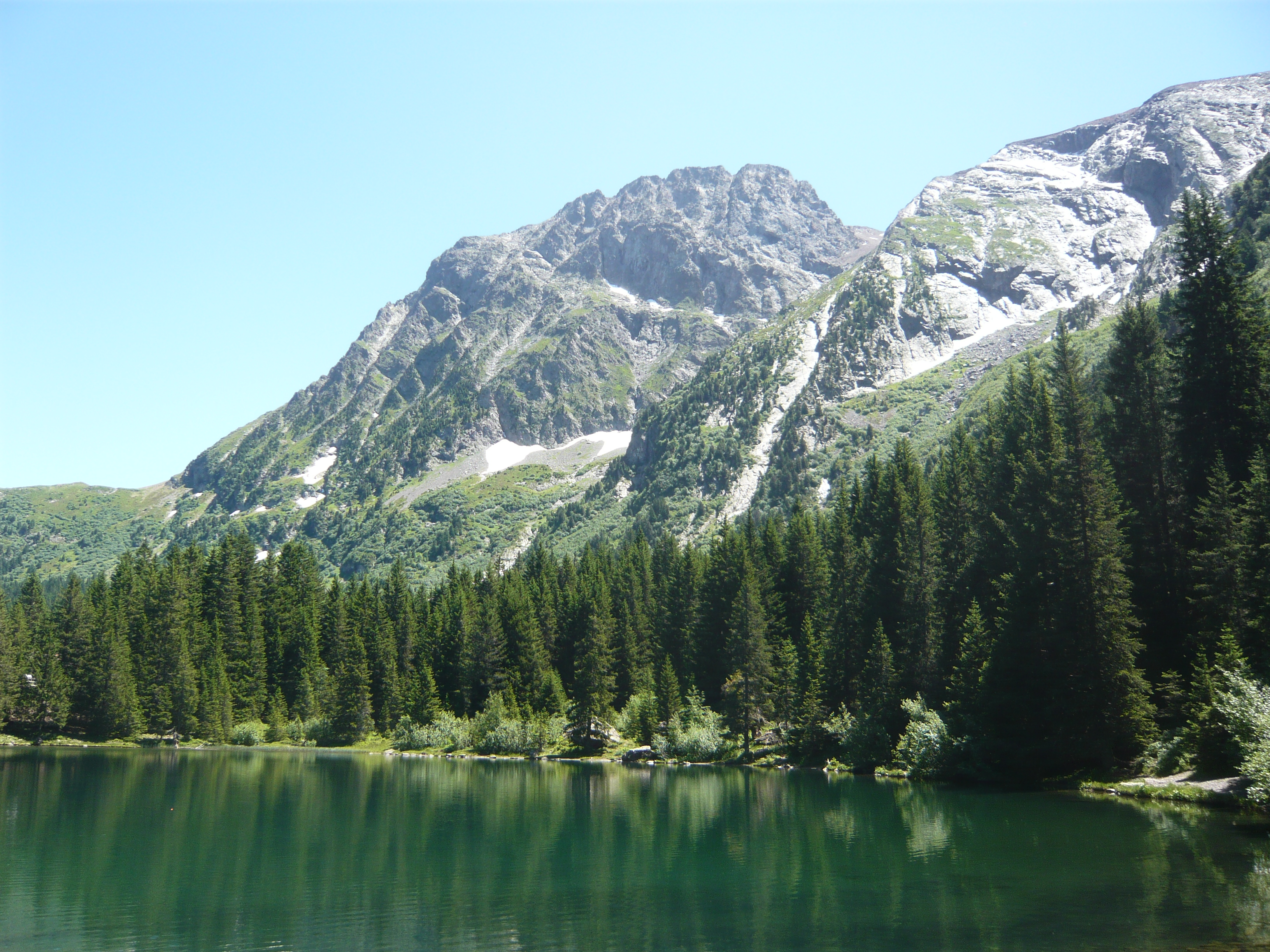
Face Nord-Ouest, depuis le lac du Poursollet

## Histoire
Au sommet, trône une statue de saint Éloi, patron des forgerons. Elle a été installée par les militaires du 7e régiment du matériel (2e compagnie) de Varces, le 3 avril 1998, dans le cadre du défi EVAT (Engagé Volontaire de l'Armée de Terre). Le sable et le ciment ont été montés à pied par les hommes avec une météo qui n'a pas permis d'assembler la statue. Il a fallu remonter la semaine suivante. La statue a été créée à Besançon. Confectionné avec d'anciens blindages de chars, le corps pèse 110 kilos et 4 militaires se sont relayés tous les 100 mètres pour le transporter jusqu'au sommet. Le tout a été assemblé au sommet. La statue est protégée de la foudre par un câble enfoui dans le sol. L'enclume est toujours présente mais le marteau ainsi que la plaque explicative ont subi des dégradations.

## Ascensions
Il existe plusieurs voies d'escalade au Taillefer dont celle du Petit Taillefer surnommée Dudu la Faillite (AD-, 11 longueurs).